# Port lotniczy Ciego de Ávila
Port lotniczy Ciego de Ávila (IATA: AVI, ICAO: MUCA) – port lotniczy położony w Ciego de Ávila, w prowincji Ciego de Ávila, na Kubie.